# Jevhen Buslovytj
Jevhen Buslovytj, född den 26 januari 1972 i Kiev, Ukrainska SSR, Sovjetunionen, död 15 oktober 2007 i Kiev, var en ukrainsk brottare som tog OS-silver i bantamviktsbrottning i fristilsklassen 2000 i Sydney.